# 散黄芩
散黄芩（学名：Scutellaria laxa）为唇形科黄芩属下的一个种。